# Colégio de Santiago Alfeu
O Colégio de Santiago Alfeu (em galego: Colexio de Santiago Alfeo) ou Colégio Novo, mais conhecido atualmente como Paço de Fonseca (em galego e em castelhano: Pazo de Fonseca), Palácio de Fonseca ou Colégio de Fonseca foi um colégio maior onde nasceu a Universidade de Santiago de Compostela, fundado pelo arcebispo Alonso III de Fonseca em 1526 na cidade de Santiago de Compostela, Galiza, Espanha.
Atualmente o edifício alberga a sede da Biblioteca Geral da universidade e, no antigo refeitório e na capela, situados em ambos os lados do vestíbulo, dispõe de salas de exposições temporárias. Ao lado dele, a norte, situa-se outro antigo colégio da universidade, o Colégio de São Jerónimo, com o qual comunica pelo pátio e cuja fachada fecha o lado sul da Praça do Obradoiro.

## O edifício
O pazo (palácio), de estilo renascentista com traços platerescos e tem dois andares de altura e um grande pátio interior, rodeado por um belo claustro plateresco. Nas paredes exteriores abrem-se vãos com arcos de meio ponto apoiados em colunelos que, juntamente com a porta, contrariam a sobriedade geral.
O edifício foi construído sobre a casa onde nascera o arcebispo Fonseca III (lugar hoje assinalado por uma lápide), segundo um projeto de Juan de Álava, que supervisionou Alonso de Covarrubias. As obras prolongaram-se entre 1522 e 1544, sendo dirigidas pelos mestre de obras Alonso de Guntín e Jácome García. Na fachada, terminada mais tarde, em 1688, por Diego de Romay, destaca-se o pórtico, com grande riqueza ornamental, numa espécie de exaltação do cristianismo. A porta, arco triunfal de acesso, está coroada por un friso onde está, no centro, o escudo do fundador rodeado das figuras de São Gregório Magno, Santo Ambrósio, Santo Agostinho e São Jerónimo e os quatro doutores da igreja latina. O porta é emoldurada por colunas caneladas, apoiadas em grandes  bases, que sustêm o andar superior.
As duas figuras inferiores representam Santiago Alfeu e a Virgem dos Prazeres, e as que a encimam o conjunto representam São Pedro, Santa Catarina, Santo Ildefonso e São Paulo. O resto da ornamentação é composto pelas figuras de uns enigmáticos dragões que alguns autores identificam como sendo de inspiração maia.
O pórtico dá acesso a um vestíbulo com abóbada em cruzaria, que separa, à esquerda, o Salão Artesoado (antigo refeitório e depois Sala de Grais), com
artesoado de tipo mudéjar, hoje destinado a sala de exposições, e a capela gótica, outra obra de Diego Romay, com abóbada em cruzaria, também usada como sala de exposições.
Mais adiante sai-se para o pátio, rodeado pelo claustri. A sua arcada dupla sobreposta, de estilo tipicamente plateresco, com arcos rebaixados e decorada com medalhões e bustos, que se completa com vidraças na parte superior.
| “ | \| La airosa puerta de Fonseca, muda, me mostró sus estatuas y relieves primorosos, encanto del artista; y del gran Hospital, la incomparable obra del genio, ante mis tristes ojos en el espacio dibujose altiva. \| \| A airosa porta de Fonseca, muda, mostrou-me as suas estátuas e relevos primorosos, encanto do artista; e do grande Hospital, a incomparável obra do génio, ante os meus tristes olhos no espaço desenhou-se altiva. \| | ” |
| | — Rosalía de Castro. | |
| La airosa puerta de Fonseca, muda, me mostró sus estatuas y relieves primorosos, encanto del artista; y del gran Hospital, la incomparable obra del genio, ante mis tristes ojos en el espacio dibujose altiva. | | A airosa porta de Fonseca, muda, mostrou-me as suas estátuas e relevos primorosos, encanto do artista; e do grande Hospital, a incomparável obra do génio, ante os meus tristes olhos no espaço desenhou-se altiva. |

## Uso ao longo do tempo

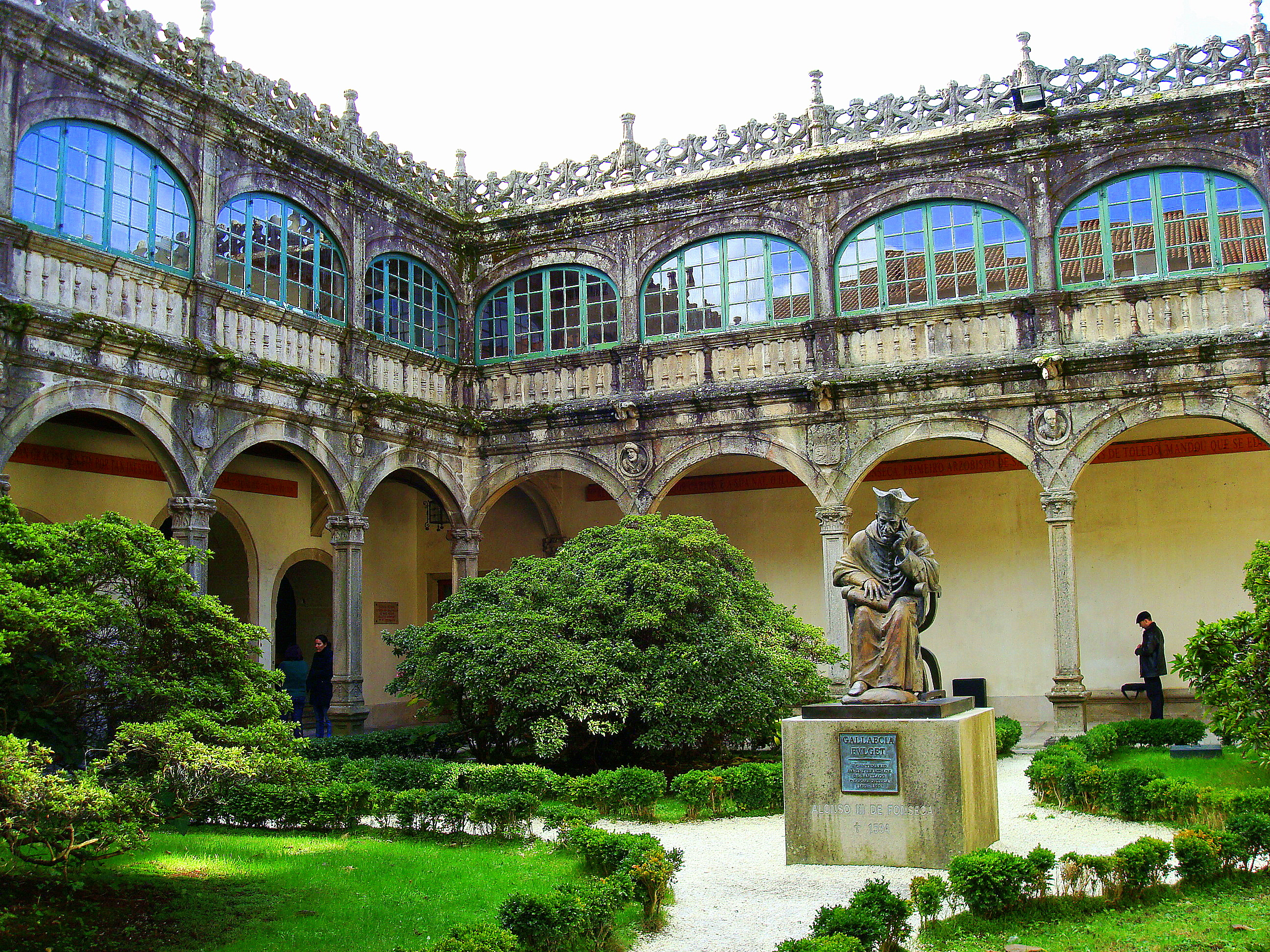
Pátio

O edifício teve diversos usos ao longo da sua história:
- Colégio maior da universidade

- Convento da nobreza

- Hospedaria para camponeses e comerciantes

- Local de acolhimento dos católicos irlandeses que estudavam en Santiago desde os tempos de Filipe II, quando o seu Colégio Maior, chamado de São Patrício ou Colégio dos Irlandeses, foi destruído durante as invasões francesas

- Seminário de Estudos Galegos

- Faculdade de Medicina

- Faculdade de Farmácia

Depois do franquismo, nos primeiros anos da autonomia da Galiza, o Salão Artesoado foi a sede do Parlamento da Galiza, até este ser transferido para o edifício da Escola de Veterinária de Santiago, a qual foi extinta em 1924 e o seu edifício transformado em quartel.